# 羽後町

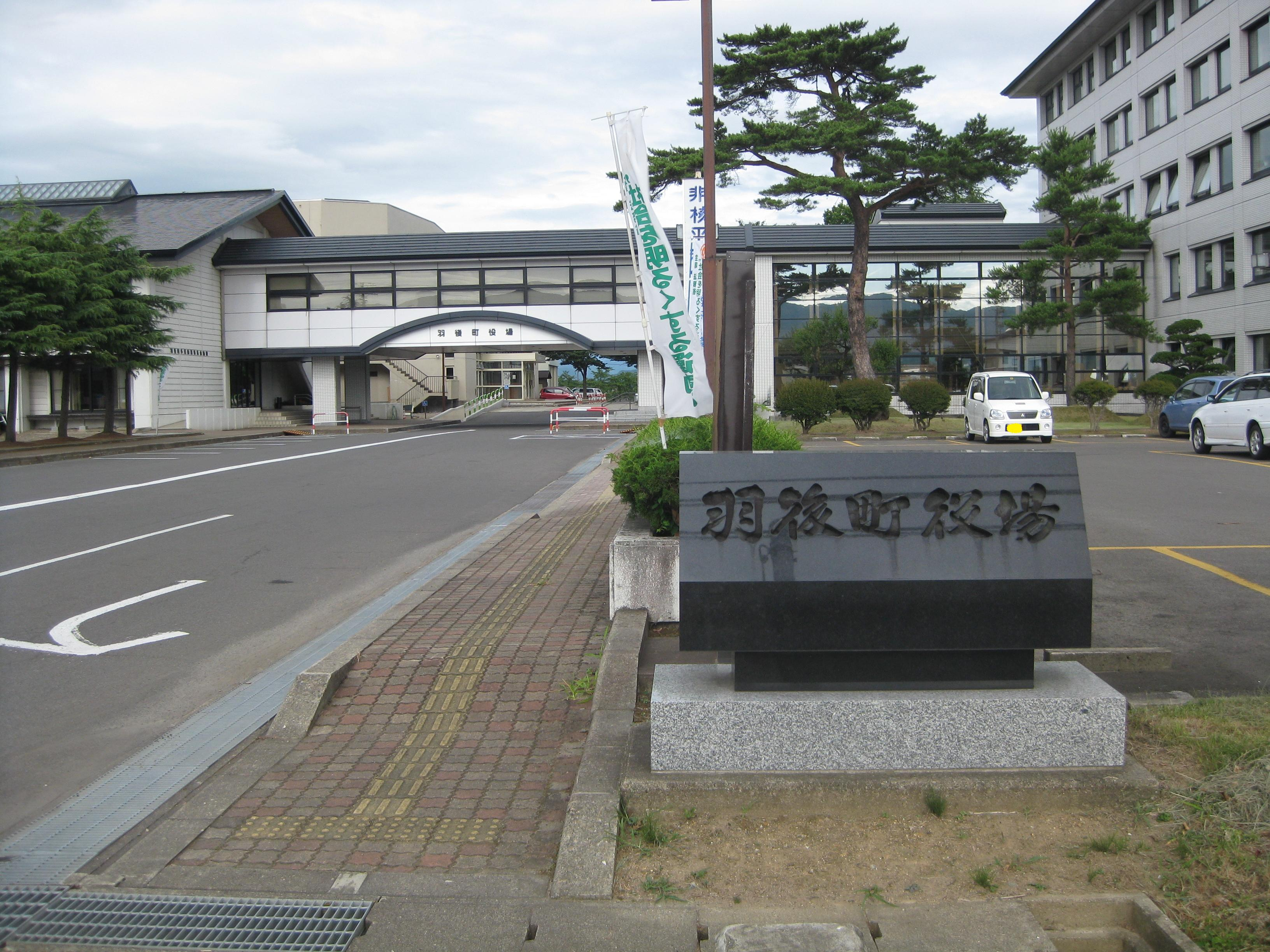
羽後町役場

羽後町（うごまち）は、秋田県の南部に位置する町。出羽丘陵の峰境で雄物川水系に属する東部地区と子吉川水系に属する西部地区に分かれる。キャッチフレーズは「緑と踊りと雪の町」。
周囲を山に囲まれ、古くは小野寺氏の城下町として発展した。県内屈指の豪雪地帯 で特別豪雪地帯に指定されている。主要産業は農業で、米ではあきたこまちの生産量が多い。黒毛和牛に代表される畜産も盛んである。「西馬音内の盆踊」は日本三大盆踊りと称される。

## 町のシンボル
- 町の花は福寿草。1989年（平成元年）制定。
- 町の木は梅。1967年（昭和42年）制定。
- 町の鳥はうぐいす。1989年（平成元年）制定。

## 地理

### 山
- 姥井戸山
- 蒲倉山

### 河川
- 雄物川
  - 西馬音内川（馬音川）
    - 羽後大戸川
      - 床舞川
      - 田沢川

    - 登沢川

  - 新町川
    - 払体川
- 石沢川（子吉川水系）
  - 仙道川
  - 軽井沢川
    - 上村川

### 人口
| |                                        |  |
| 羽後町と全国の年齢別人口分布（2005年） | 羽後町の年齢・男女別人口分布（2005年） |  |
| ■紫色 ― 羽後町 ■緑色 ― 日本全国 | ■青色 ― 男性 ■赤色 ― 女性              |  |
| 羽後町（に相当する地域）の人口の推移 \| 1970年（昭和45年） \| 23,604人 \| \| \| 1975年（昭和50年） \| 21,956人 \| \| \| 1980年（昭和55年） \| 21,399人 \| \| \| 1985年（昭和60年） \| 21,248人 \| \| \| 1990年（平成2年） \| 20,906人 \| \| \| 1995年（平成7年） \| 20,307人 \| \| \| 2000年（平成12年） \| 19,485人 \| \| \| 2005年（平成17年） \| 18,267人 \| \| \| 2010年（平成22年） \| 16,792人 \| \| \| 2015年（平成27年） \| 15,319人 \| \| \| 2020年（令和2年） \| 13,825人 \| \| |                                        |  |
| 総務省統計局 国勢調査より |                                        |  |
| 1970年（昭和45年） | 23,604人                               |  |
| 1975年（昭和50年） | 21,956人                               |  |
| 1980年（昭和55年） | 21,399人                               |  |
| 1985年（昭和60年） | 21,248人                               |  |
| 1990年（平成2年） | 20,906人                               |  |
| 1995年（平成7年） | 20,307人                               |  |
| 2000年（平成12年） | 19,485人                               |  |
| 2005年（平成17年） | 18,267人                               |  |
| 2010年（平成22年） | 16,792人                               |  |
| 2015年（平成27年） | 15,319人                               |  |
| 2020年（令和2年） | 13,825人                               |  |

### 隣接自治体
- 由利本荘市
- 横手市
- 湯沢市

## 歴史
- 1955年（昭和30年）4月1日 - 西馬音内町・三輪村・新成村・明治村（大沢以外の地区）・元西馬音内村・田代村・仙道村の1町6村が合併して誕生。
- 1957年（昭和32年）4月 - 町広報誌「うご広報」第1号を刊行。
- 1958年（昭和33年）
  - 4月
    - 秋田県立湯沢南高等学校西馬音内分校と三輪分校が合併し、秋田県立羽後高等学校が開校。仙道分校と田代分校が羽後高等学校の所管となる。
    - 羽後町立図書館が開設される。

  - 10月7日 - 町章が制定される。
- 1962年（昭和37年）4月 - 秋田県立羽後高校田代分校と仙道分校を統合し高瀬分校が開校。
- 1967年（昭和42年）11月 - 町の木が「梅」に決まる。
- 1968年（昭和43年）11月 - 町内初の誘致企業である（株）秋田指月が操業を開始。
- 1969年（昭和44年）
  - 1月 - 五輪坂スキー場が完成する。
  - 8月 - 羽後町民歌が制定される。
- 1970年（昭和45年）4月 - 西馬音内に「二万石橋」が開通する。
- 1971年（昭和46年）12月 - 西馬音内の盆踊が秋田県無形民俗文化財に指定される。
- 1972年（昭和47年）4月 - 旧羽後町立羽後中学校が開校。
- 1973年（昭和48年）
  - 2月23日 - 鈴木家住宅の主屋が重要文化財に指定される。
  - 4月1日 - 羽後交通雄勝線が全面廃止され、羽後交通西馬音内線にバス転換。
- 1978年（昭和53年）
  - 3月 - 特別養護老人ホーム・松喬苑が完成。
  - 10月 - 皇太子（現・上皇明仁）夫妻が来町、松喬苑視察。
- 1979年（昭和54年）
  - 9月 - 羽後トンネルが開通。
  - 11月 - 町民憲章を制定。
- 1981年（昭和56年）
  - 1月21日 - 西馬音内の盆踊が重要無形民俗文化財に指定される。
  - 11月 - 羽後町コミュニティーセンター開館。
- 1985年（昭和60年）8月 - 第1回うご牛まつりを開催。
- 1986年（昭和61年）
  - 1月 - 第1回ゆきとぴあ七曲を開催。
  - 7月 - 羽後町活性化センター完成。
- 1988年（昭和63年）
  - 3月 - 秋田県立羽後高等学校高瀬分校が閉校。
  - 6月 - 羽後町役場新庁舎落成。
  - 9月 - 田代青年後継者会が都心で「嫁来いパレード」を行う。
- 1989年（平成元年）8月 - 町のキャッチフレーズを「緑と踊りと雪の町」に、町の花は「福寿草」に、町の鳥は「うぐいす」に決まる。
- 1991年（平成3年）9月 - 町内に残る酒の唯一の醸造元であった西馬音内酒造が廃業。
- 1992年（平成4年）4月 - 羽後町立田代中学校・羽後町立仙道中学校・羽後町立軽井沢中学校が統合し、旧羽後町立高瀬中学校が開校。
- 1994年（平成6年）
  - 1月 - 民話伝承館「むかしがたり館」が開館。
  - 7月12日 - 鈴木家住宅の土蔵と敷地が重要文化財に追加指定。
- 1996年（平成8年）4月 - 羽後病院を改築、新築落成。
- 1997年（平成9年）9月 - 五輪坂スポーツガーデンが完成する。
- 1998年（平成10年）11月 - 五輪坂温泉「としとらんど」オープン。
- 2002年（平成14年）3月 - 羽後町立西馬音内小学校田沢分校閉校。
- 2003年（平成15年）
  - 2月 - 平成の大合併において、合併しない単独立町を宣言[4]。
  - 8月 - 西馬音内盆踊保存会がサントリー地域文化賞を受賞。
- 2004年（平成16年）4月 - 旧羽後町立田代小学校・羽後町立上到米小学校・羽後町立軽井沢小学校が統合し新羽後町立田代小学校が開校し、旧軽井沢小学校校舎を使用する。
- 2005年（平成17年）
  - 8月 - 西馬音内盆踊り会館が開館。
  - 10月 - 町立図書館が西馬音内盆踊り会館北棟に移転。
- 2006年（平成18年）
  - 3月 - 町制施行50周年記念誌として「羽後町の地域誌」7冊が刊行される。
  - 4月
    - 防災行政無線運用開始。
    - 特別養護老人ホーム「たかせ」完成。
- 2007年（平成19年）
  - 7月 - 第1回かがり火天国開催。
  - 9月 - 秋田わか杉国体のホッケー競技の会場となる。
  - 12月 - 本町通り商店街の電線地中化工事完了。
- 2008年（平成20年）4月 - 羽後町立新成小学校・羽後町立明治小学校が統合し、羽後町立羽後明成小学校が開校。
- 2016年（平成28年）
  - 4月
    - 羽後町立田代小学校・羽後町立仙道小学校が統合し羽後町立高瀬小学校が開校
    - 旧羽後町立西馬音内小学校・羽後町立元西小学校が統合し新羽後町立西馬音内小学校が開校
    - 旧羽後町立羽後中学校・羽後町立三輪中学校・羽後町立高瀬中学校が統合し新羽後町立羽後中学校が開校。

  - 7月 - 道の駅うご「端縫いの郷」が開業。

## 行政

### 町長
| 代 | 氏名       | 就任                      | 退任                      | 備考                 |
| -- | ---------- | ------------------------- | ------------------------- | -------------------- |
| 1  | 菊池時之助 | 1955年（昭和30年）4月26日 | 1963年（昭和38年）4月29日 |                      |
| 2  | 佐藤善三   | 1963年（昭和38年）4月30日 | 1967年（昭和42年）4月29日 |                      |
| 3  | 佐藤吉郎   | 1967年（昭和42年）4月30日 | 1987年（昭和62年）4月29日 |                      |
| 4  | 柴田英一   | 1987年（昭和62年）4月30日 | 1991年（平成3年）5月21日  |                      |
| 5  | 鈴木修太郎 | 1991年（平成3年）6月16日  | 1995年（平成7年）6月15日  |                      |
| 6  | 佐藤正一郎 | 1995年（平成7年）6月16日  | 2005年（平成17年）3月31日 | 知事選出馬のため辞職 |
| 7  | 大江尚征   | 2005年（平成17年）4月17日 | 2013年（平成25年）4月16日 |                      |
| 8  | 安藤豊     | 2013年（平成25年）4月17日 |                           | 現職・元県議         |

### 市町村合併への対応
2002年（平成14年）に湯沢市・雄勝町・皆瀬村・稲川町・東成瀬村との合併の話があったが、羽後町は県内でいち早く合併に加わらないことを決断し、町議会もそれを承認したことが注目された。国による地方の切り捨てに反発すると同時に、湯沢市が背負う莫大な負債を負担することに対する危惧と町内の伝統文化の衰退を懸念したことによるものだった。

### 警察
- 秋田県警察湯沢警察署
  - 羽後交番
  - 高瀬駐在所

### 消防
- 湯沢雄勝広域市町村圏組合消防本部
  - 羽後分署

## 教育

### 高等学校
- 秋田県立羽後高等学校

#### かつてあった高等学校分校
- 秋田県立羽後高等学校田代分校
- 秋田県立羽後高等学校仙道分校
- 秋田県立羽後高等学校高瀬分校

### 中学校
- 羽後町立羽後中学校

#### かつてあった中学校
- 羽後町立田代中学校
- 羽後町立仙道中学校
- 羽後町立軽井沢中学校

### 小学校
- 羽後町立西馬音内小学校
- 羽後町立三輪小学校
- 羽後町立高瀬小学校
- 羽後町立羽後明成小学校

#### かつてあった小学校
- 旧羽後町立西馬音内小学校
  - 田沢分校
- 羽後町立田代小学校
- 羽後町立仙道小学校
- 羽後町立元西小学校
- 羽後町立新成小学校
- 羽後町立明治小学校
- 羽後町立上到米小学校
- 羽後町立軽井沢小学校

## 商業
- 羽後ショッピングセンター（郊外型ショッピングセンター）
  - マックスバリュ西馬音内店
  - DCM羽後店
  - ツルハドラッグ羽後店
  - ダイソー秋田西馬音内店
  - ニューライフ・カネタ西馬音内店
  - パチンコ・夢屋羽後店
- 西馬音内本町通り商店街
  - お盆の時期3日間は西馬音内の盆踊の会場になる。地元資本のスーパー・バザールを中心に書店、雑貨店などが立ち並ぶ。昔ながらの古い町家が多い。
- 道の駅うご「端縫いの郷」 - 地元名産の「西馬音内そば」をカフェテリア方式で提供するダイニングなどがある。
- こまち農業協同組合羽後支店・高瀬支店
- うご農業協同組合本所

西馬音内本町通り商店街では江戸時代からの伝統がある朝市が定期的に開かれている。中心市街地の空洞化が進んでおり、シャッター通りと化している。
町内の狭いエリアに飲食店、居酒屋、パブが点在する。なかでも蕎麦屋は多く、ガイドマップなどでも「西馬音内そば」として取り上げられている。「弥助そば」はその代表格である。

### 金融機関
- 北都銀行西馬音内支店（旧・羽後店。旧あけぼの店は西馬音内東支店という名称であったが、統合されて現存しない）…指定金融機関
- 秋田銀行西馬音内支店（現在の支店は2代目。旧湯沢銀行の支店を前身とする初代支店を1970年にいったん廃止した後、1985年に現在地に再進出させたもの）
- こまち農業協同組合羽後支店
- うご農業協同組合本所

### 郵便局
- 西馬音内郵便局（集配局）
- 田代郵便局（集配局）
- 羽後新町郵便局
- 三輪郵便局
- 元西馬音内郵便局
- 仙道郵便局
- 新成簡易郵便局
- 川原田簡易郵便局

## 主な企業
- 秋田指月電機 - 町の誘致企業の第1号。

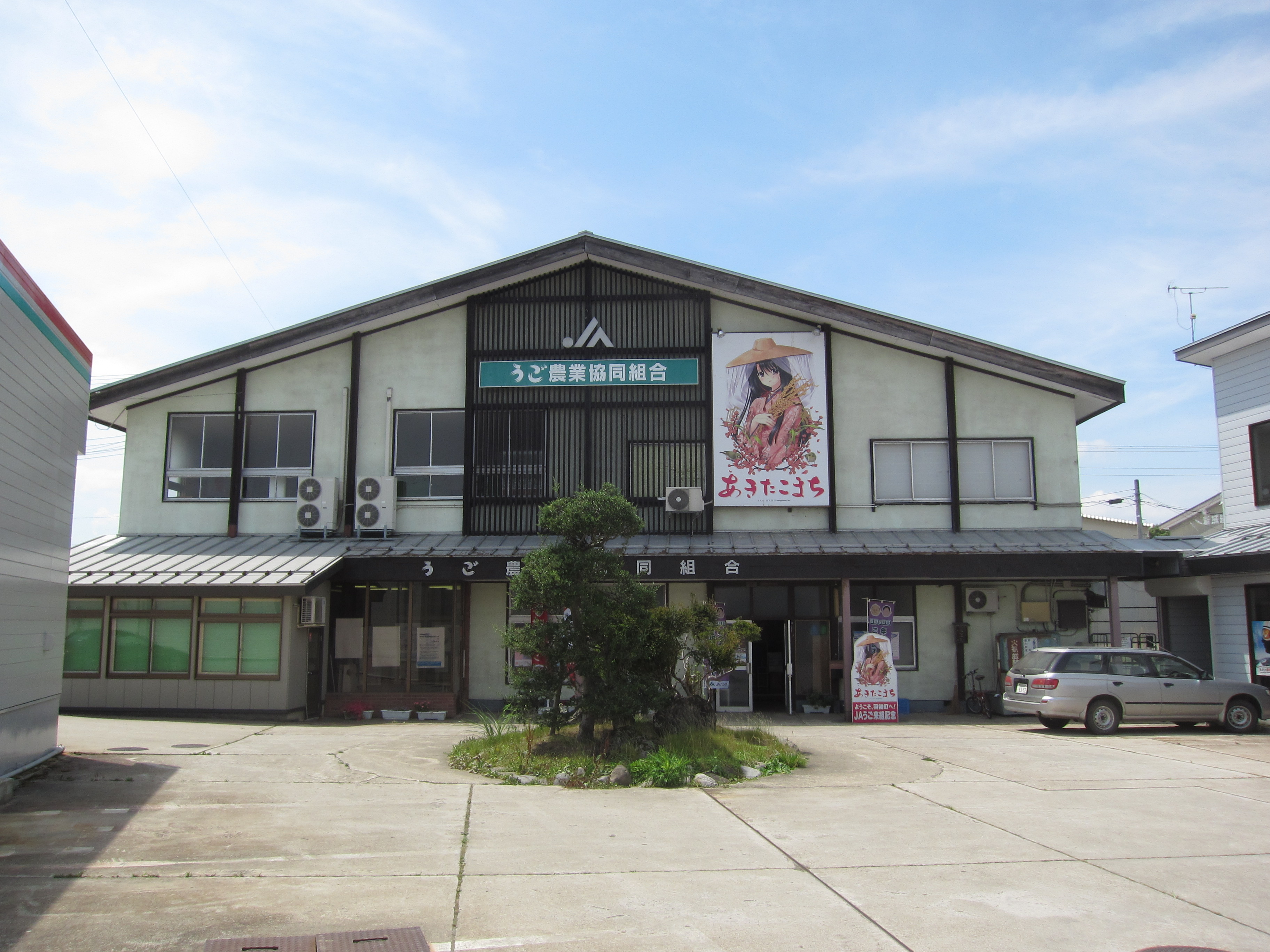
JAうご本所

- ユーティーエス - オリエント時計株式会社の下請け企業。半導体製造も行っている。
- スーパーマーケット・バザール
- JAうご - 新成、明治、元西エリアを管轄。
  - 本所 - 新成地区の足田に所在
- JAこまち(本店は湯沢市) - 田代、仙道、西馬音内、三輪エリアを管轄。
  - 西部総合支店 - 西馬音内地区に所在
  - 高瀬支店 - 田代地区に所在

## 公共施設
- 羽後町立羽後病院
- 羽後町立図書館
- 羽後町立体育館
- 西馬音内盆踊り会館 - 中心街にある。盆踊りの衣装の展示のほか、小規模のイベントが行えるホールが併設されている。2008年（平成20年）3月6日発売の週刊文春で道路特定財源の一部が使われている「まちづくり交付金事業」を利用し建設されたと報道された。
- コミュニティーセンター
- 活性化センター
- 五輪坂温泉「としとらんど」
- 町立歴史民俗資料館 - 竹下登内閣のふるさと創生事業の一環で建設された。

現存していないが羽後病院の旧病棟（1948年（昭和23年）完成）は建築家・白井晟一が初めて設計した公共建築であり、秋田で手がけた初めての仕事であった。現在の病院は3代目である。

## 交通

### 鉄道
町内を鉄道路線は通っていない。鉄道を利用する際の最寄り駅は、JR東日本奥羽本線湯沢駅。

#### 廃止された鉄道
- 羽後交通雄勝線（1973年（昭和48年）4月1日廃止）
  - （湯沢 - 羽後山田） - 貝沢 - 羽後三輪 - あぐりこ - 西馬音内 - 元西馬音内 - 梺

湯沢駅の3番ホームから雄勝線の線路が出ていた。西馬音内駅は羽後病院そばのAコープ跡地にあったが、線路はすべて撤去されており往時を偲ぶことはできない。廃線後は梺駅跡にプラットホームと電車が1両保存されているほか、客車3両が博物館明治村（愛知県犬山市）に運ばれて現存しており、村内を走る蒸気機関車の客車として活躍中である。

### バス路線
羽後交通が上記の雄勝線の代替として湯沢市街地と町内の間に路線バス（西馬音内線）を運行するが、運転間隔は1 - 2時間に1本ほどにとどまるほか、土日祝日は運行本数が半減する。町内の同路線沿線以外の地域における公共交通は登録制・予約制の「うごおでかけバス」「うご乗合タクシー」のみであり、外部から訪問する場合はタクシーかレンタカーなどの方が利便性が高い。
- 羽後交通
  - 雄勝中央病院 - 湯沢営業所 - 湯沢駅前 - 三輪 - 西馬音内 - 堀回（梺橋）

### 道路
町内に高速道路は通っていない。町の最寄りインターチェンジは東北中央自動車道（秋田自動車道に接続）湯沢IC。
- 一般国道
  - 国道398号
- 主要地方道
  - 秋田県道34号羽後向田館合線
  - 秋田県道36号大曲大森羽後線
  - 秋田県道57号十文字羽後鳥海線
- 一般県道
  - 秋田県道275号鴻屋梺線
  - 秋田県道276号下開清水線
  - 秋田県道311号羽後雄勝線

## 名所・旧跡・観光スポット・祭事・催事・文化財
羽後町には古くからの伝統行事が多いだけでなく近年になってからも数多くのイベントが企画されるなど、町民を中心にしたお祭りが盛んである。かがり美少女イラストコンテスト（かがり火天国）のような斬新なイベントも多い。また県内でも有数の文化財を残す町として知られ、文化財保存の実績は県内でも極めて高い。建築物や伝統芸能が数多く残されているのが特徴である。
三輪神社は本殿（室町時代）境内社須賀神社本殿（桃山時代 - 江戸時代初期）のほかにも、鐘楼や境内社八幡神社が江戸時代の建造物である。
鈴木家住宅は東北地域最も古い部類に属する中門造りの民家であり、東北鈴木姓発祥の地。主屋のほか大正時代に建てられた土蔵も重要文化財に追加指定された。また、周辺地域にも茅葺の古民家が多数現存する。いずれも、近世以前の古建築が少ない県内では希少な遺構である。
西馬音内の盆踊は毎年10万人以上の観光客が訪れ、開催時期にはJR湯沢駅まで臨時列車が運行されるほどである。この踊りを一躍有名にしたのが『ニュースステーション』の生中継で、全国的に知られるようになり観光客が急増した。そのため、観客と踊り手の場所の確保が困難になるなど新たな問題も浮上している。

### 民俗芸能・イベント
- 西馬音内の盆踊 - 国の重要無形民俗文化財。羽後町が商標として登録。別称の「西馬音内盆踊り」は西馬音内盆踊り実行委員会が商標として登録。
- 仙道番楽 - 秋田県指定無形民俗文化財。
- 猿倉人形芝居 - 秋田県指定無形民俗文化財。
- うご牛まつり[5]
- ゆきとぴあ七曲・花嫁道中
- 藍と端縫いまつり
- うご夏の夢市・かがり火天国
- かがり美少女イラストコンテスト
- 西馬音内盆踊り定期公演 （毎月第二土曜日 14時開催 [6]）

### 建造物

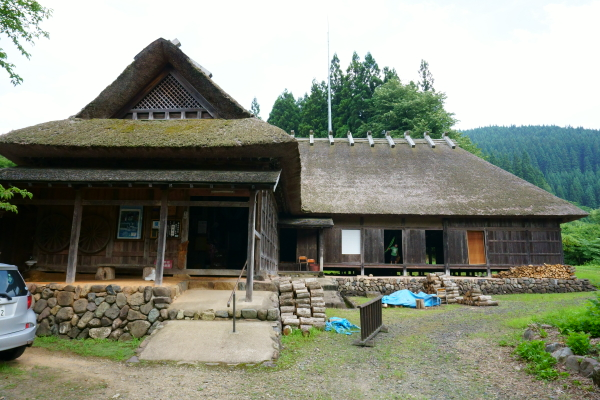
鈴木家住宅

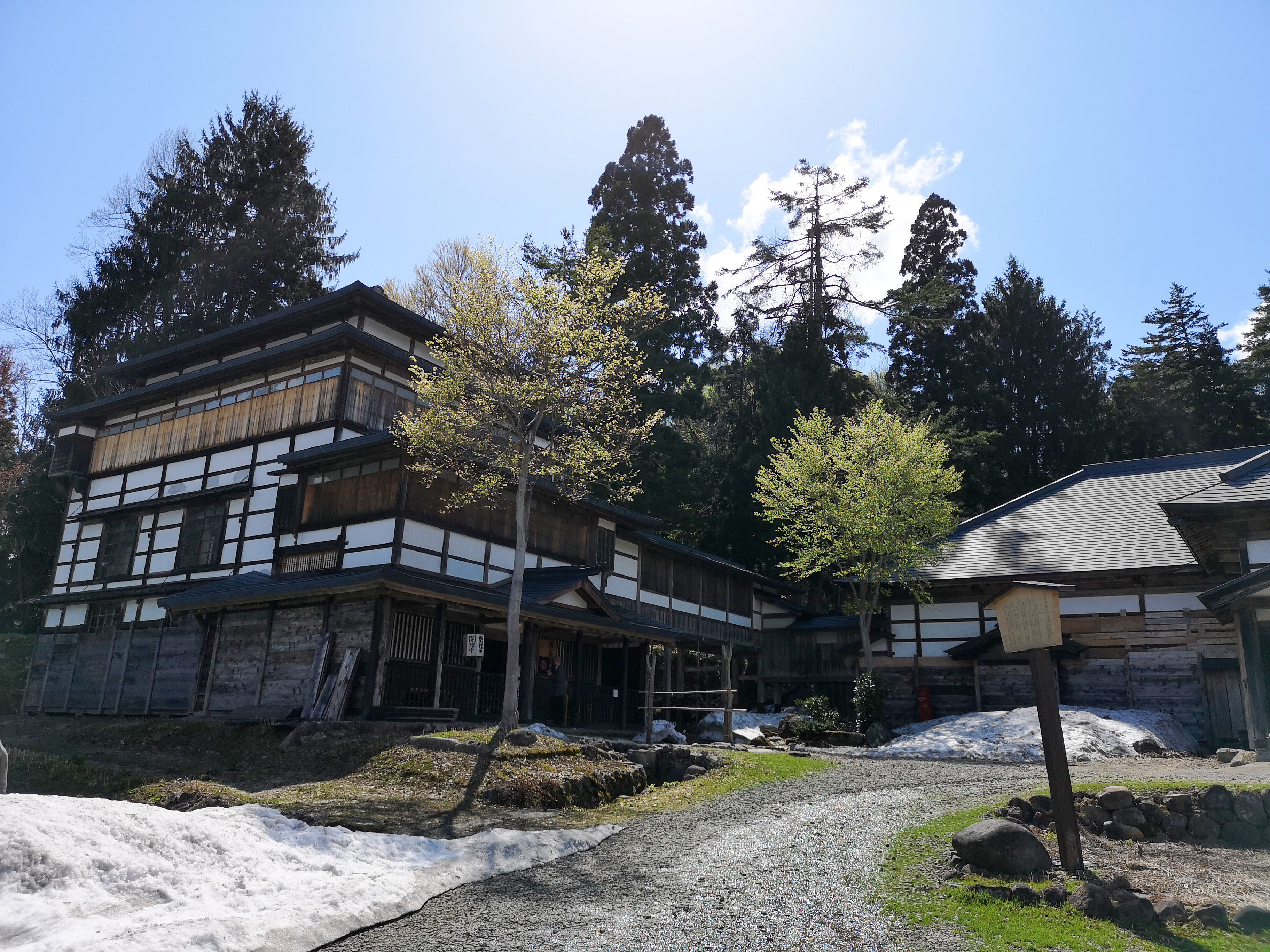
旧長谷山邸（鎌鼬美術館）

- 三輪神社本殿・境内社須賀神社本殿 - 国の重要文化財。
- 三輪神社鐘楼・境内社八幡神社本殿 - 町指定有形文化財。
- 鈴木家住宅 - 主屋、土蔵及び土地が国の重要文化財。
- 黒澤家住宅 - 秋田県指定有形文化財。西馬音内の盆踊が催される本町通り商店街の一角にある。
- 阿部家住宅 - 登録有形文化財。
- 旧長谷山邸 - 明治初期に竣工した豪農の屋敷で、母屋が3階建てである。

三重櫓は現在、細江英公が撮影した土方巽の写真パネルや「鎌鼬」の初版本などを展示した鎌鼬美術館となっている
- 地蔵院鐘楼門 - 町指定有形文化財。
- 西蔵寺山門 - 町指定有形文化財。
- 旧対川荘・庭園 - カフェレストランに改装、活用されている。
- 御嶽神社
- あぐりこ神社

### 歴史資料
- 信淵神社・信淵文庫 - 町を代表する偉人である佐藤信淵を祀った神社と著作物を収蔵する文庫がある。信淵の自筆本は秋田県指定有形文化財。

### 茅葺き屋根の民家
羽後町は茅葺き屋根の古民家が秋田県内で最も多く残されている町として知られている。その数は100棟以上になり、鈴木家住宅のように重要文化財の指定を受けているものもある。現在も生活の場となっているものがほとんどで、グリーンツーリズムの広がりとともにその価値が見直されてきている。観光地として整備されるまでにはいたっていないがテレビ番組『田舎に泊まろう!』で榎木孝明が町内の阿部家に宿泊するなど、メディアで取り上げられることも増えてきている。

### 美少女イラストと羽後町
羽後町では美少女イラストを用いたイベントや商品が次々に生まれ、話題となっている。地域興しの観点からも注目を集めており、埼玉県北葛飾郡鷲宮町（現・久喜市）の事例と並んで取り上げられることが多い。
事の始まりは町内の書店「ミケーネ」の2階にある学習塾「ガロア」で、イラストを描くのが趣味の地元出身の男性、山内貴範氏（現在は東京都在住）のプロデュースによって、数年前から小鳥遊つばさや真木ちとせがイラストを描いたチラシが発行され、密かな話題になっていたことであった。
これに目を付けた地元銀行の支店長が、山内と共同で、2007年（平成19年）7月7日、「よ市」（2006年）という祭りをリニューアルした第1回「うご夏の夢市 かがり火天国」の立ち上げに関わった。その祭りのイベントの一つとして、全国から西馬音内盆踊りをテーマにしたイラストを募る「かがり美少女イラストコンテスト」が行われた。原画家・山本和枝の来町が大きな話題となった。2008年（平成20年）6月28日には西又葵を招待して2回目が、2009年（平成21年）7月11日には宇奈月満を招待して3回目が、それぞれ開催された。第2回の開催に合わせて製作された町の観光宣伝ポスターにPOPがデザインした「かやたん」と「うごいす」というキャラクターが登場した。コンテストは2011年で第5回目となる。なお、第5回目の結果は下記のとおり。
1位 未来野唯さん（沖縄県）
2位 MOMOIさん（秋田県潟上市）
3位 いかさん（京都府）
4位 伊藤亜理紗さん（秋田県雄勝郡羽後町）
5位 鰈さん（秋田県大館市）
5位 辻永ひつじさん（千葉県）
7位 Omiさん（秋田県横手市）
8位 KYOHEIさん（東京都）
9位 鉄子さん（秋田県秋田市）
10位 悠さん（宮城県）
10位 るるる。さん（秋田県秋田市）
10位 黒川七瀬さん（秋田県大仙市）
特別賞 ひふみんさん（千葉県）
さらに加えて、山内らによってキャラクター商品の開発が始まり、西又、樋上いたる、兎塚エイジらを迎えた「スティックポスターin羽後町」が発売された。翌年には第2弾も発売され、こげどんぼ*、Na-Ga、風上旬らが参加している（スティックポスターは、村の中心部にある「西馬音内盆踊り会館」の玄関で全種類確認することができる）。なかでも、スティックポスターを手がけたことがきっかけとなって西又が手掛けたJAうごのあきたこまちや菅原酒店の焼酎「花嫁道中」はネット上で話題になった。なお、ポスターの内容は下記のとおり。これ以降ポスターの内容表記については、商品名（会社または店舗名/種類）『作者名』とする。
- スティックポスターin羽後町（スタジオいなご/ポスター）

第1弾
西馬音内盆踊り1『山本ケイジ』
西馬音内盆踊り2『光姫満太郎』
西馬音内盆踊り3『香月☆一』
雪とぴあ七曲花嫁道中『西又葵』
国指定重要文化財 三輪神社・須賀神社『KEI』
あぐりこ神社と狐の伝説『桜沢いづみ』
国指定重要文化財 鈴木家住宅 と茅葺き民家集落『江草天仁』
黒澤家住宅『真木ちとせ』
旧対川荘と庭園『樋上いたる』
石馬っこ『夕凪セシナ』
元城のケンポナシ『兎塚エイジ』
旧飯沢小学校を活用したグリーンツーリズム『POP』
五輪坂『奈月ここ』
佐藤信淵『大笆知子』
西馬音内そば・羽後牛・羽後すいか『うずまき☆ぱんだ』
旧羽後交通雄勝線『角館秋月』
第2弾
西馬音内盆踊り1『織澤あきふみ』
西馬音内盆踊り2『こげどんぼ*』
西馬音内盆踊り3『やっぴい。』
西馬音内盆踊り4『駒都えーじ』
西馬音内盆踊りと二万石橋『あったけ』
信淵神社『佐倉ハイジ』
蔵王権現立像『くさなぎゆうぎ』
町の木・梅『水瀬るか』
羽後町の缶詰め 山菜・きのこ『秋山たまよ(PAX-ON)』
旧長谷山邸『Na-Ga』
井出・蒲倉・蒐沢『しろ』
地蔵院『ひびき玲音』
御嶽神社『稲垣みいこ』
羽後病院『しゃあ』
羽後メロン『風上旬』
元城神明社の銀杏『mitha』
2009年に、山本ケイジ、江草、みけおうらが参加した「羽後町古民家ポスター」が発売されたり、こげどんぼ*が西馬音内盆踊りをイメージしたキャラクター「うごボン」を制作したりしている。また、江草のイラストを使用した、「鈴木家謹製米」が鈴木家住宅より発売された。これは和歌山県日高郡みなべ町のみなべ川森林組合とのコラボ商品で、袋にはびんちょうタンも描かれている。7月6日に、かがり美少女イラストコンテスト、スティックポスターin羽後町、美少女イラスト入りあきたこまちと、これまでの企画の経緯を書いた 山内貴範 著「町おこしin羽後町」が発売。さらに10月24日には、飯沢地区で「美少女イラスト秋まつり@羽後町」が開催された。コスプレや物販、声優のみなかみ菜緒のライブ、こげどんぼ*と江草天仁のトークショーも行われて賑わった。なお、羽後町古民家ポスターの内容は下記のとおり。
- 羽後町古民家ポスター（スタジオいなご/ポスター）

鈴木家住宅1『江草天仁』
鈴木家住宅2『しろ』
黒澤家住宅1『光姫満太郎』
黒澤家住宅2『真木ちとせ』
阿部家住宅1『みけおう』
阿部家住宅2『兎塚エイジ』
長谷山邸『てぃんくる』
長谷山家住宅『今野隼史』
安倍忠雄邸『山本ケイジ』
鈴木松司邸『KEI』
阿部芳夫邸『秋山たまよ+PAX-ON』
安倍慶美邸『Mitha』
阿部憲典邸『芹沢リズ』
岡本家住宅『風上旬』
志村家住宅『稲垣みいこ』
小野崎家住宅『うずまき☆ぱんだ』
2010年に、羽後町は全国でも有数の、美少女キャラクターをあしらった商品が発売されている地域である。樋上と西又が町内のカフェレストランのロールケーキのパッケージを、重要文化財・鈴木家住宅の看板を江草と竜騎士07が、書店ミケーネのレジ袋をKEIが手掛けるなど、種類は多い。
なお、JAうごが積極的に起用している西又がメディアへの露出が多いこともあって有名であるが、羽後町内でもっとも長い期間にわたってイラストの仕事を手掛けているのは真木である。また、鈴木家住宅関連のイラストを担当している江草天仁や、スティックポスターやミケーネのレジ袋をデザインしたKEIも多くのイラストを手掛けている。
前述のように、これは個人の趣味から生まれた企画であるため、規模が大きくなるにつれて問題も浮上している。ネット上で若者に人気の企画だが、町の住民の間では、「アダルトゲームの絵を描いている作家に、食品や伝統ある古民家などのイラストをまかせるのはどうか？」という声もある。こうした、美少女キャラクターを好む若者と町全体との「温度差」をどう埋めるかが問題になっている。
なお、2012年のかがり美少女イラストコンテストの中止が、主催者から発表された。山内らかつての主催者側からは、現在主だった企画が行われておらず、西又葵のイラストを使用した商品開発を進めるJAうごなどが主体となっている。

### その他
漫画家・矢口高雄が羽後銀行（現・北都銀行）の社員として初めて赴任したのが西馬音内支店であった。

## 名物・特産品
- 羽後牛
- 羽後すいか
- あぐりこうどん
- 西馬音内そば

かつては西馬音内酒造が製造していた地酒「若返り」があったが、1994年（平成6年）に廃業。現在、隣の湯沢市の両関酒造で西馬音内の盆踊がラベルの銘柄酒としての名を残している。

## 出身有名人
- 有原誠治 - アニメーション作家
- 飯塚定輔 - 政治家（元衆議院議員）
- 石垣政和 - ローカルタレント
- 伊藤助成 - 実業家、元日本生命保険社長、元経団連副会長
- 岩本公水 - 歌手
- おおひなたごう - 漫画家
- 大日向作太郎 - 政治家
- 大蛇山酉之助 - 幕内優勝力士
- 郡司歩 - プロレスラー
- 金易二郎 - 将棋名誉九段
- 佐藤正一郎 - 政治家（秋田県議会議員、元・羽後町長）
- 佐藤信淵 - 国学者
- 仙道作三 - 作曲家
- 辻永ひつじ - 漫画家
- 松井麻之助 - 軍人・競馬騎手・調教師
- 美和剛 - 漫画家
- 豊山鬼吉 - 力士
- 和田侑子 - ミュージカル俳優

## 町に縁のある人物
- 白井晟一 - 建築家。初代羽後病院を設計。
- 内田康夫 - 小説家。作中に西馬音内盆踊りを登場させた。
- 矢口高雄 - 漫画家。町内の銀行に勤務。
- 山本和枝 - 原画家
- 真木ちとせ - イラストレーター
- こげどんぼ* - 漫画家・イラストレーター
- 西又葵 - 原画家・イラストレーター
- 江草天仁 - 漫画家・イラストレーター
- みけおう - イラストレーター
- 土方巽 - 舞踏家、振付家、演出家、俳優